# Fraktalkonst

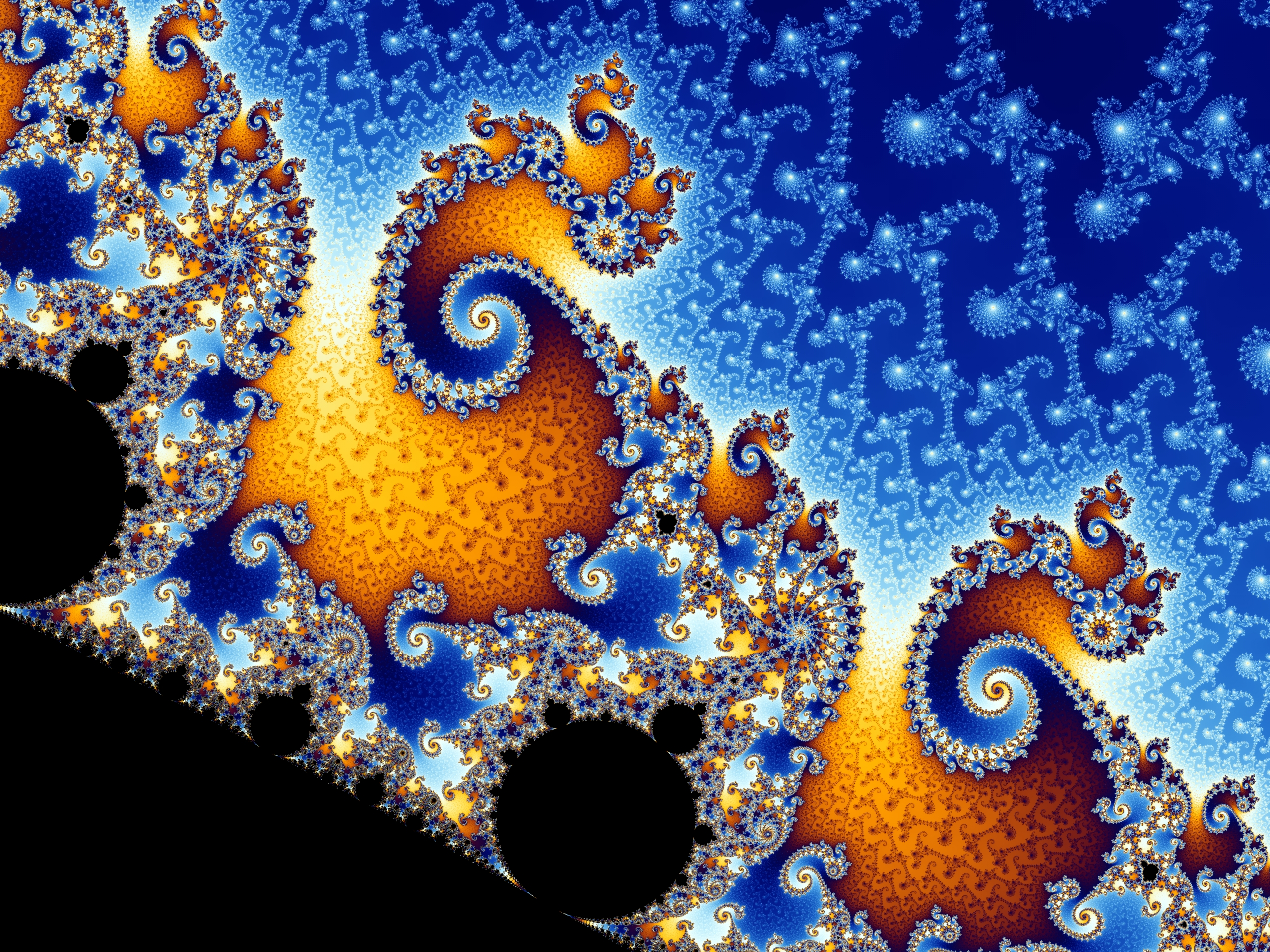
Detalj av en Mandelbrot spiral.

Fraktalkonst är en gren inom grafiken/datorkonsten där fraktaler är utgångsmaterialet (i vissa fall används även interferenskurvor, så kallade "plasmamönster"). Konstarten är relativt ung och uppstod i samband med att datorer blev tillgängliga för den stora allmänheten i mitten av 1970-talet.
Ordet fraktal skapades på 1970-talet av matematikern Benoît B. Mandelbrot och kommer av latinets fractus som betyder bruten/delad. Mandelbrot populariserade fraktalmatematiken, som med datorernas hjälp gjort fraktalkonsten möjlig. En tidigare pionjär inom fraktalmatematiken var Gaston Julia som fått ge sitt namn åt fraktalen Juliamängden.

## Galleri

Ett exempel på Juliamängden.
- En Mandelbubbla i 3D.
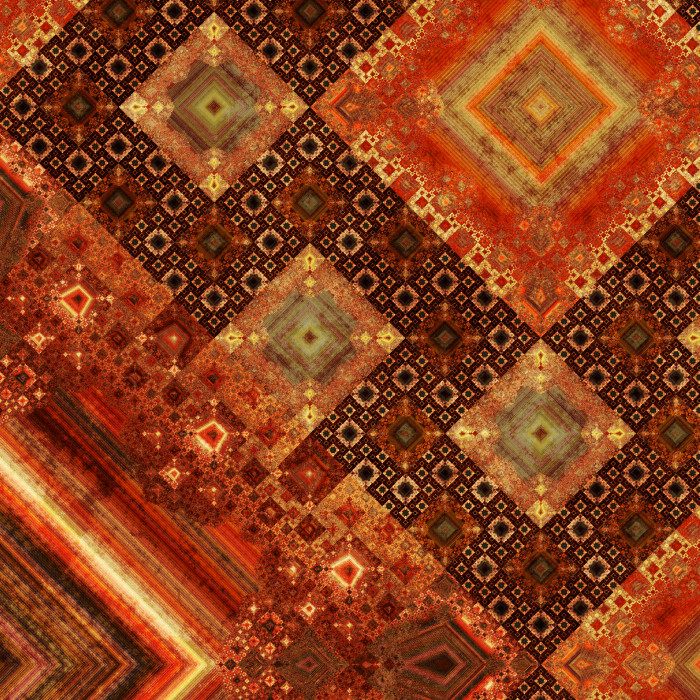
Fraktal framtagen med Fibonacci-ordet.